# Буковина-Татшаньская (гмина)
Буковина-Татшаньская (пол. Bukowina Tatrzańska) — сельская гмина (волость) в Польше, входит как административная единица в Татровский повет, Малопольское воеводство. Население — 12 274 человека (на 2004 год).

## Демография
| Перепись                       | Всего   | Всего | Женщины | Женщины | Мужчины | Мужчины |
| ------------------------------ | ------- | ----- | ------- | ------- | ------- | ------- |
| Единицы                        | человек | %     | человек | %       | человек | %       |
| Население                      | 12 274  | 100   | 6127    | 49,9    | 6147    | 50,1    |
| Плотность населения (чел./км²) | 93,1    | 93,1  | 46,5    | 46,5    | 46,6    | 46,6    |

## Населённые пункты
Бжеги, Бялка-Татшаньска, Буковина-Татшаньска, Гронь, Жеписка, Лесьница, Чарна-Гура, Юргув.

## Соседние гмины
1. Гмина Бялы-Дунаец
2. Гмина Лапше-Нижне
3. Гмина Новы-Тарг
4. Гмина Поронин
5. Гмина Шафляры
6. Закопане
7. Словацья